# Filles de Marie, Mère de l'Église
Les Filles de Marie, Mère de l'Église (en latin : Congregationis Sororum Filiarum Mariae Matris Ecclesiae) sont une congrégation religieuse féminine enseignante et hospitalière de droit pontifical.

## Historique
La congrégation est fondée le 19 mars 1875 à Béjar par Mathilde Téllez Robles (1841 - 1902) pour l'adoration du Saint Sacrement, l'enseignement et le soin des malades. 
L'association est provisoirement autorisée le 23 avril 1876 par Pedro Casas y Souto, évêque de Plasencia, sous le nom d'Amantes de Jésus et Filles de Marie Immaculée. La fondatrice et une compagne prennent l’habit religieux à Plasencia le 20 janvier 1878. En 1879, la communauté déménage de Béjar à Don Benito où s'installe le noviciat. Le 19 mars 1884, Mgr Casas y Souto érige la congrégation en institut religieux de droit diocésain et la fondatrice et d'autres sœurs sont autorisées à faire leur profession religieuse le 29 juin suivant.
L'institut reçoit le décret de louange le 12 mai 1930 et ses constitutions religieuses sont définitivement approuvées par le Saint-Siège le 6 mai 1941. En 1965, la congrégation abandonne le titre d'Amantes de Jésus et Filles de Marie Immaculée et prend son nom actuel.

## Activités et diffusion
Les sœurs se consacrent à l'enseignement des jeunes, à l'accueil des filles dont les familles sont en difficultés ainsi qu'à la protection des mineurs, aux soins des malades à domicile et aux personnes âgées.
Elles sont présentes en : 
- Europe : Espagne, Italie, Portugal.
- Amérique : Colombie, Mexique, Pérou, Venezuela.
- Afrique : Mozambique.

La maison généralice est à Madrid.
En 2017, la congrégation comptait 174 sœurs dans 35 maisons.